# Скуловая дуга

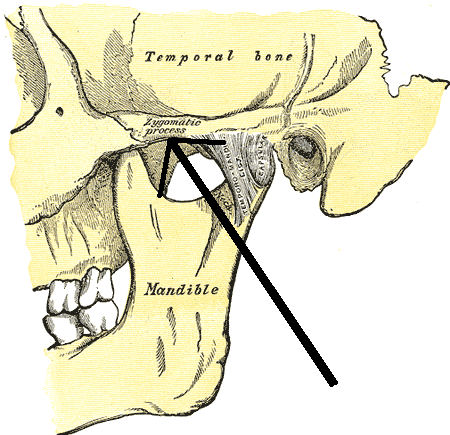

Скуловая дуга (лат. Arcus zygomaticus) — часть лицевого черепа, которая образована соединенными височным отростком скуловой кости и скуловым отростком височной кости; является местом прикрепления височной фасции и жевательной мышцы. Имеет вид горизонтальной костной дуги, проходящей с обеих сторон черепа чуть ниже уровня глазницы.

## У животных
Первое время после выхода на сушу позвоночных их череп был закрыт сплошной крышей из покровных костей с отверстиями лишь для глаз и ноздрей (земноводные — стегоцефалы и примитивные пресмыкающиеся — котилозавры). Такой череп получил название закрытого (стегального), или бездужного (анапсидного). Дальнейшая эволюция позвоночных сопровождалась облегчением черепа: у разных групп животных в его крыше независимо появились отверстия — височные отверстия, разделённые скуловыми дугами, что, не уменьшая прочности черепа, способствовало развитию челюстной мускулатуры в пространстве между мозговым черепом и сводом (зигальний череп).
У крокодилов, динозавров, птерозавров и клювоголовых пресмыкающихся (гаттерия) череп диапсидного типа; он имеет два височных отверстия, которые разделены верхней скуловой дугой, состоящей из заглазной и чешуйчатой кости. Нижняя скуловая дуга образована скуловой и квадратно-скуловой костями. Она ограничивает нижнее височное отверстие снизу. У тех завропсид, предки которых имели диапсидный череп, исчезла нижняя (ящерицы) или верхняя (птицы) скуловые дуги. У змей редуцировались обе дуги, что связано с развитием подвижности квадратной кости (стрептостилия) и увеличением подвижности отдельных частей черепа относительно друг друга (кинетизм черепа). В парапсидном черепе морских пресмыкающихся (плезиозавров) также были только одно верхнее височное отверстие и только одна скуловая дуга.
Одно отверстие было также в черепе синапсид. Единственная скуловая дуга у них состояла из элементов, которые в диапсидном черепе входят в состав разных дуг (скуловая и чешуйчатая кости). У млекопитающих, потомков синапсид, также сохранилась лишь одна скуловая дуга, называемая обычно височной. Она образована скуловой костью и особым височным отростком чешуйчатой кости, которая у человека входит в состав комплексной височной кости как её «чешуя».